# Кафтанчиково
Кафта́нчиково (рос. Кафтанчиково) — село у складі Томського району Томської області, Росія. Адміністративний центр Зарічного сільського поселення.

## Населення
Населення — 1528 осіб (2010; 1363 у 2002).
Національний склад (станом на 2002 рік):
- росіяни — 89 %